# Ilan Duran Cohen
Ilan Duran Cohen (Rehovot, Israel, 1963) és un novel·lista, director, guionista i productor de cinema francès. La seva productora és Fugitive Productions.

## Biografia
Ilan Duran Cohen va créixer al 15è districte de París, on va assistir al Lycée Buffon. Durant aquest període va descobrir la seva passió per la fotografia i les arts cinematogràfiques. Va continuar els seus estudis a la Tisch School of the Arts, una de les quinze escoles de la Universitat de Nova York situada al barri de Manhattan.
Després de dirigir dos curtmetratges, l'any 1991 va rodar el seu primer llargmetratge, Lola Zipper, amb Judith Reval, Arielle Dombasle i Jean-Paul Comart. També va dirigir un documental, Black Cow Boy.
Insatisfet amb aquesta primera experiència, va deixar temporalment de dirigir per dedicar-se a escriure. Va publicar la seva primera novel·la Chronique alicienne el 1997, obra parcialment autobiogràfica que recorre els seus anys d'estudi a la Universitat de Nova York. Posteriorment, va publicar Le Fils de la sardine el setembre 1999.
El seu segon llargmetratge, La Confusion des genres amb Pascal Greggory, Nathalie Richard i Cyrille Thouvenin es va estrenar el 27 de desembre de 2000. Es va projectar a l'obertura de les reunions cinematogràfiques de París i en competició oficial al Festival Internacional de Cinema de Tessalònica i a la XXII edició de la Mostra de València. Pascal Greggory i Cyrille Thouvenin foren nominats als César per les seves actuacions.
El setembre de 2002, va publicar la seva tercera novel·la titulada Mon cas personnel, que tracta els temes de separacions i records.
El 2004 va dirigir Les Petits-Fils amb Reine Ferrato i Guillaume Quatravaux, fpel·lícula per la qual va guanyar el gran premi Orizzonti a el Festival de Cinema de Venècia.
El 2006, va rodar la pel·lícula de televisió Les Amants du Flore que representa la parella mítica Jean-Paul Sartre-Simone de Beauvoir mentre són estudiants, interpretat per Anna Mouglalis i Lorànt Deutsch. Aquesta obra es va estrenar als cinemes del Japó el 2011.
El seu tercer llargmetratge per al cinema es va estrenar el 26 de novembre de 2008 : Le Plaisir de chanter és una comèdia policial amb Lorànt Deutsch, Marina Foïs i Jeanne Balibar. Aquesta pel·lícula es presenta el 31 d'octubre de 2008 a la Festa del Cinema di Roma en selecció oficial, així com al Festivals de Copenhaguen, d'Istanbul i Hong-Kong el 2009. Es va estrenar als Estats Units amb el títol The Joy of Singing distribuïda per IFC Films.
Paral·lelament, va publicar amb Actes Sud, la seva quarta novel·la Face aux masses, «conte esgarrifós que llegeix una sàtira del món modern i els seus límits».
El juliol de 2012, va dirigir la seva segona pel·lícula de televisió per a Arte, Le Métis de Dieu, una biografia del cardenal Lustiger. Le Métis de Dieu que va guanyar el premi Signis al Festival de Televisió de Montecarlo 2013 així com el Pyrénées d'or a la “millor ficció unitària” al Festival TV de Luchon. Aquesta pel·lícula s'estrena als cinemes dels Estats Units amb el títol The Jewish Cardinal, distribué par Film Movement.
El març de 2014 va publicar la seva cinquena novel·la, L'Homme à débattre publicat per Actes Sud. Explica la història d'un «fill d'obrers [que] es casa amb l'hereva del rei dels diamants. Un accident posarà en qüestió la seva vida de confort».}}

## Obra
- Chronique alicienne, Arles, France, Actes Sud, 1997, 240 p. ISBN 978-2-7427-1337-0 ; reedició, Paris, J'ai lu, coll. Nouvelle génération n° 5608, 2000 ISBN 2-290-30314-3
- Le Fils de la sardine, Arles, France, Actes Sud, 1999, 192 p. ISBN 978-2-7427-2345-4 ; reedició, Arles, Actes Sud, coll. Babel n°.503, 2003 ISBN 2-7427-3425-2 ; reedició, Paris, J'ai lu n° 7486, 2004 ISBN 2-290-32292-X
- Mon cas personnel, Arles, France, Actes Sud, 2002, 224 p. ISBN 978-2-7427-3923-3
- Face aux masses, Arles, France, Actes Sud, 2008, 224 p. ISBN 978-2-7427-7218-6 ; reedició, Arles, Actes Sud, coll Babel, 2020 ISBN 978-2-330-13530-0
- L’Homme à débattre, Arles, France, Actes Sud, 2014, 256 p. ISBN 978-2-330-03016-2
- Le Petit Polémiste, Arles, France, Actes Sud, 2020, 304 p. ISBN 978-2-330-13525-6 ; reedició, Arles, Actes Sud, coll. Babel, 2022 ISBN 978-2-330-16848-3

## Filmografia
- 1991 : Lola Zipper
- 2000 : La Confusion des genres
- 2004 : Les Petits-Fils
- 2006 : Les Amants du Flore (telefilm)
- 2008 : Le Plaisir de chanter
- 2012 : Le Métis de Dieu (telefilm)

## Distincions
- 2001: Palmera de Plata a la XXII edició de la Mostra de València per La confusion des genres[16]* 2004 : Gran Premi Orizzonti a la 61a Mostra Internacional de Cinema de Venècia per Le Plaisir de chanter[17]
- 2013 : 
  - Pyrenees d'Or a la millor ficció unitària al Festival TV de Luchon per Le Métis de Dieu
  - Premi Signis al Festival de Televisió de Montecarlo per Le Métis de Dieu